# 宓汝成
宓汝成（1924年1月27日—2015年2月2日），别名夷贞，浙江慈溪人，中国当代经济学家、中国社会科学院荣誉学部委员。他是研究中国近代经济史的知名学者，主要从事中国近代铁路史与外债史的研究。

## 生平
宓汝成早年曾就读于武岭学校、福建省立福州高级中学。1941年日军攻占浙东后，他取别名“夷贞”以示抗议。1944年他加入青年远征军。抗日战争结束后于1946年退伍，同年考入燕京大学新闻系。后转入北京大学政治系。1950年毕业后进入北京大学研究生部经济学部，专攻中国近代经济史。1953年起在中国科学院经济研究所（现为中国社会科学院经济研究所）从事研究工作，历任实习研究员、研究员。1984年起出任中国社会科学院研究生院经济系教授。1986年当选中国经济史学会首届常务理事、副秘书长，中国近代经济史研究会首届常务理事、秘书长。2010年被评为中国社会科学院荣誉学部委员。2015年逝世，终年91岁。

## 著作
宓汝成的主要学术著作包括：
- 《中国近代铁路史资料（1863－1911）》（1963年）
- 《帝国主义与中国铁路（1847－1949）》（1980年）
- 《中国近代经济史研究综述》（1989年）
- 《清代全史》第八卷（主编，1993年）
- 《中国近代铁路史资料（1912－1949）》（2002年）
- 《宓汝成集》（2008年）